# Somlyai Gábor
Somlyai Gábor (Békés, 1824. március 5., – Békés, 1900. március 7.) földművelő, históriaíró

## Élete
Somlyai János és Bereczki Sára házasságából, közepes sorsú földműves családból származik. Korai gyermekbetegségei miatt csak az 1831-1832-ben járt iskolákba, amikor megtanulta az írást, és az olvasást. 16-17 éves korában küzdötte le betegségeit, akkor tanyai gazdálkodást folytatott és emellett önálló tanulással zárkózott fel a többiekhez. 1844-ben nősült meg, Lipcsei Erzsébetet vette feleségül. 1848.-tól mint városi cseléd szolgált egy évig, majd 1855.-től szintén egy évig hadnagy volt. 1861-ben a békési tanácsba választották tanácsosnak, majd 1862-től adószedő és pénztárnok lett. 1863-1864 között, a legelői kiosztás során az ún. mérnöki pénzkezelést is rábízták. Hét évi szorgalmas munkája után, 1869-ben ismételt betegeskedése miatt lemondott hivataláról. 1875-ben a református egyház presbiteriuma választotta meg adójának beszedésére és tisztázására. Három év múlva haszonbéri földekkel foglalkozott, de az árvizek, a rovarkárok, és az aszály elpusztította terméseit, és alig tudta azt a kisebb földet megtartani, amit atyjától örökölt.

## Fő munkája
- Emlékirat Békés városának, a legelső megülésétől kezdve az 1893-ik esztendő végéig. Békés, 1894. (Fénynyomatú arczképével 70 éves korában.)